# ニャラ
ニャラ（アラビア語: نيالا ニヤーラー、Nyala）は、スーダン西部、ダルフール地方の都市。人口492,984人（2008年国勢調査）。

## 概要
ダルフール最大の都市であり、南ダルフール州の州都である。標高673m。首都ハルツームからの鉄道（スーダン鉄道）の西端となる終点駅があり、鉄道を利用してダルフール一帯の農産物・畜産物の集散地となっている。工業としては、食品加工や繊維、革製品などがある。
2000年代に入るとダルフール紛争の発生により周辺からの避難民が続々と流入、難民を支援する国連やNGOの拠点になった。

## 治安
2013年には、ニャラ周辺のアラブ系部族らの間で重火器を使用した抗争や略奪が発生。一方でニャラ市内でも、同年7月に治安部隊の内紛がきっかけにロケット弾を使用する大規模な戦闘が発生して多数の死傷者が出たほか、暴動が誘発され市内最大の商業施設マルジャ市場の店が略奪に遭う被害が発生している。

## 交通

### 空港

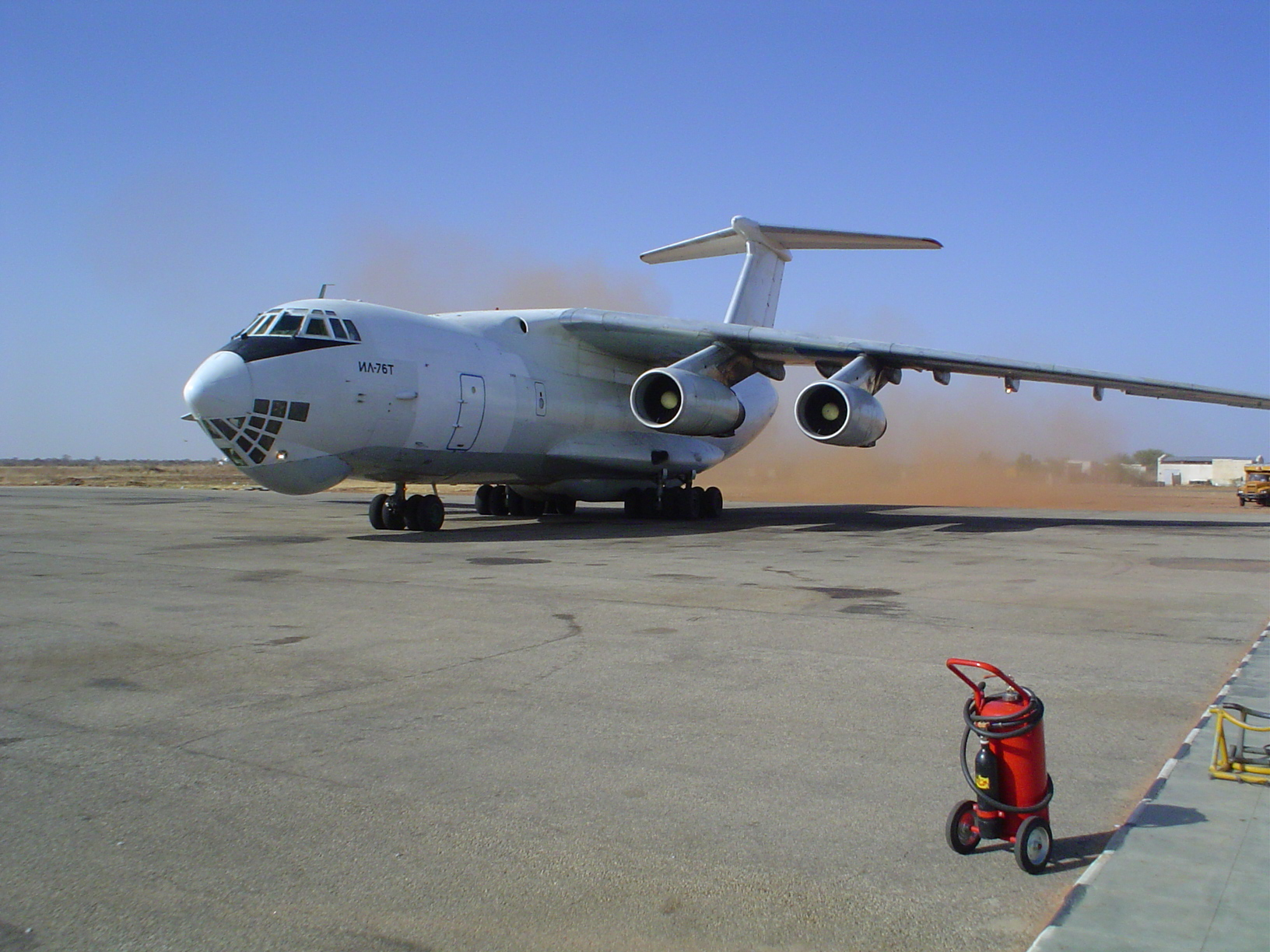
ニャラ空港

- ニャラ空港（英語版）

### 鉄道
- スーダン鉄道